# Архангелка (Омская область)
Архангелка — деревня в Калачинском районе Омской области России. Входит в состав Куликовского сельского поселения.

## История
Основана в 1852 году. В 1928 г. деревня Архангельская состояла из 174 хозяйств, основное население — русские. Центр Архангельского сельсовета Калачинского района Омского округа Сибирского края.

## Население
| 2002 | 2010 |
| ---- | ---- |
| 201  | ↗216 |